# Maciej Piotrowski (dziennikarz)
Maciej Piotrowski (ur. 30 maja 1952 w Warszawie) – polski dziennikarz, reportażysta, fotografik i publicysta.
Dziennikarz związany z magazynem „Kulturystyka i Fitness (KiF) i dwumiesięcznikiem Integracja. Zajmuje się dziennikarstwem o problematyce społecznej. Jest autorem cyklu reportaży o życiu osób niepełnosprawnych w Polsce. Autor zbioru reportaży prawno-społecznych pt. „Piekło tej ziemi. Zapisy zbrodni i afer”.

## Filmografia
- 2008 Skarby Ani K – fotosy[4]

## Publikacje
- 1987: Piekło tej ziemi. Zapisy zbrodni i afer
- 2007: Człowiek bez barier. Sylwetki laureatów konkursu z lat 2003-2007 (współautor)[5]